# Lycium arenicola
Lycium arenicola ist eine Pflanzenart aus der Gattung der Bocksdorne (Lycium) in der Familie der Nachtschattengewächse (Solanaceae).

## Beschreibung
Lycium arenicola ist ein 3 bis 4 m hoher, stark verzweigter, diözischer Strauch. Die Laubblätter sind bereift, leicht sukkulent und unbehaart. Sie werden 14 bis 25 mm lang und 1 bis 2 mm breit.
Die Blüten sind vier- oder fünfzählig. Der Kelch ist glockenförmig bis nahezu röhrenförmig. Die Kelchröhre wird 2,5 bis 3 mm lang und ist mit 0,5 bis 0,8 mm langen Kelchzipfeln besetzt. Die Krone ist trompetenförmig und halb-eiförmig, sie ist weiß gefärbt und mit violetten Adern versehen. Die Kronröhre erreicht eine Länge von 5 bis 6 mm, die Kronlappen werden 1,5 bis 2 mm lang. Die Basis der Staubfäden ist behaart.
Die Frucht ist eine eiförmige, rote oder gelegentlich schwarze Beere, die eine Länge von 4 bis 5 mm und eine Breite von 3 bis 4 mm erreicht.
Die Chromosomenzahl beträgt 2n = 72.

## Vorkommen
Die Art ist auf dem Afrikanischen Kontinent verbreitet und kommt dort in Südafrika in den Provinzen Ostkap, Freistaat und Nordkap, sowie in Lesotho und Botswana vor.

## Systematik
Innerhalb der Bocksdorne (Lycium) wird die Art nach phylogenetischen Untersuchungen in eine Klade mit anderen altweltlichen Arten der Gattung gruppiert. Innerhalb dieser Klade ist die Art nahe verwandt mit den Arten Lycium afrum, Lycium schizocalyx, Lycium cinereum, Lycium horridum  und Lycium ferocissimum.